# Consistórios de Vítor III
Esta entrada reúne a lista completa dos consistórios para a criação de novos cardeais presidida pelo Papa Vítor III, com a indicação de todos os cardeais criados sobre os quais há informação documental.

## 1086
1. Bruno, bibliotecário da Biblioteca Apostólica Vaticana; foi criado cardeal-bispo de Segni (falecido em 1123); canonizado em 1183, sua festa é celebrada em 18 de julho.